# Новенц, Галя Христофоровна
Га́ля Христофо́ровна Нове́нц (арм. Գալյա Նովենց; 1 июля 1937, Ереван — 22 июля 2012, Ереван) — советская, армянская актриса театра и кино, Народная артистка Республики Армения (2007). Знаменита по фильмам «Танго нашего детства» и «Гикор».

## Биография
Родилась в Ереване, выросла в обыкновенном ереванском дворе. В паспорте её имя было записано Галя. Однако после крещения взяла имя Галина.
С детства мечтала стать актрисой. После школы поехала в Москву, однако после неудачной попытки поступить во ВГИК вернулась в родной Ереван.
В кино впервые снялась в 1965 году, в фильме «Здравствуй, это я!» сыграла небольшую роль курдиянки, живущей вместе с учёными на высокогорной научной станции.
В 1958 году окончила актёрское отделение Ереванского художественно-театрального института. Карьеру актрисы начала в труппе Капанского театра, затем работала в Государственном академическом драматическом театре имени Габриела Сундукяна, позже — в Ленинаканском театре имени В. Ачемяна, в Ереванском драматическом театре имени Г. Капланяна, в театре «Амазгаин».
С 1983 года — вновь в Театре имени Сундукяна.
На Международном кинофестивале в Венеции отмечена специальным призом жюри за роль Сирануш в картине «Танго нашего детства».
По оценке критиков Новенц часто признавалась самой известной и талантливой актрисой армянского кино. По мнению театроведа Левона Мутафяна, Новенц была феноменальным явлением в национальной кинематографии: «Её главенствующей темой была тема защиты прав страдающей женщины — уважение к страданиям и боли женщины. Она принесла на экран страдание, молчаливую боль, выражение молчаливых переживаний, отказавшись от крикливых тонов и внешних эффектных решений».
С 1995 года Галя Новенц периодически проживала в Лос-Анджелесе, где обосновались её внуки, однако затем вернулась на родину.
В последние годы жизни играла в ереванском Театре музыкальной комедии имени Акопа Пароняна.
Свою последнюю роль Новенц сыграла в июне 2012 года в спектакле «Странная миссис Сэвидж». Вскоре была госпитализирована и почти месяц пролежала в больнице, где и умерла.
Скончалась 22 июля 2012 года после тяжёлой болезни. Соболезнования в связи с кончиной актрисы выразили президент Армении Серж Саргсян и католикос всех армян Гарегин Второй.
Похоронена в Ереване на кладбище Тохмаха.
Всего Новенц сыграла свыше 50 ролей в театре, радиоспектаклях, исполнила свыше 100 дубляжей, снялась в 30 фильмах.

## Призы и награды
- Особое упоминание жюри за женскую роль в фильме «Танго нашего детства» на МКФ в Венеции, 1985, Италия.
- Приз за лучшую женскую роль в фильме «Танго нашего детства» на 18-м ВКФ (Минск, 1985).
- Специальная премия «Артавазд» за выдающиеся заслуги в развитии армянского театра, 2008, Армения.
- Народная артистка Республики Армения (2007).
- Заслуженная артистка Республики Армения (2003)[12].
- Государственная премия Армянской ССР.
- Медаль Мовсеса Хоренаци.
- Орден Армянской апостольской церкви «Святые Саак и Месроп».

## Фильмография
1. 1965 — Здравствуй, это я! — Нази
2. 1967 — Треугольник
3. 1969 — Мы и наши горы — Баилифф
4. 1969 — Весна, выпал снег («Комитас»)
5. 1971 — Родник Эгнар — жена Ераноса
6. 1973 — Терпкий виноград — Елизавета
7. 1975 — Здесь, на этом перекрестке — мать Андраника
8. 1975 — Этот зелёный, красный мир — мать Соны
9. 1977 — Наапет — Антарам
10. 1978 — Конец игры — мать
11. 1980 — Пощёчина — жена Овакима
12. 1982 — Песнь прошедших дней — мать Оберона
13. 1982 — Гикор — Нани, мать
14. 1982 — Происшествие в июле
15. 1983 — Крик павлина — Анна
16. 1983 — Хозяин — сестра Ростома, Шушан
17. 1983 — Полустанок
18. 1985 — Белые грёзы — Мариам
19. 1985 — Яблоневый сад — Ноэми
20. 1985 — Танго нашего детства — Сирануш
21. 1988 — Дорога к Давиду Сасунскому — мать Давида
22. 1989 — Дыхание — Гаяна
23. 1990 — Тоска — Санам
24. 1991 — Кровь — Мариам
25. 1991 — Группа риска (сериал) — директор детского дома, Гаяна Ивановна
26. 1992 — Песнь для Беко
27. 1992 — Где ты был, человек божий?
28. 2001 — Сумасшедший ангел — мать